# Ломонос короткохвостый
Ломонос короткохвостый, или клематис короткохвостый (лат. Clematis brevicaudata) — вид цветковых растений рода Ломонос (Clematis) семейства Лютиковые (Ranunculaceae).

## Распространение и экология
В природе ареал вида охватывает Дальний Восток.
Произрастает среди кустарниковых зарослей, на опушках лесов, по берегам рек и ручьев, на каменистых склонах.

## Ботаническое описание
Стебли лазящие, гранистые, многочисленные, образующие густые сплетения.
Листья перистые, нижние доли тройчато-раздельные, остальные цельные; дольки яйцевидно-ланцетные, длинно-заострённые, по краю выемчато-пильчатые, на верхней стороне с вдавленными, на нижней с выпуклыми жилками, обычно голые, реже слегка волосистые.
Цветки мелкие собраны в удлиненные многоцветковые соцветия. Чашелистики белые или палевые, длиной до 1,5 см, снаружи опушенные. Тычиночные нити голые.
Плодики слабо сжатые, более менее сильно опушенные. Столбик длиной до 3 см.

## Значение и применение
В уссурийской тайге с июня по август удовлетворительно поедается крупным рогатым скотом. Отмечено поедание свиньями.
Медоносное растение. Посещается пчёлами для сбора нектара и пыльцы. Сахаропродуктивность 100 цветков в среднем 62,5 мг.

## Таксономия
Вид Ломонос короткохвостый входит в род Ломонос (Clematis) трибы Anemoneae подсемейства Лютиковые (Ranunculoideae) семейства Лютиковые (Ranunculaceae) порядка Лютикоцветные (Ranunculales).
|  |                       |  |                                          |                                          |                        |  | ещё 4 подсемейства (согласно Системе APG II) | ещё 4 подсемейства (согласно Системе APG II) |                                      |  |  |  | ещё 6 родов       | ещё 6 родов                |  |  |
|  |                       |  |                                          |                                          |                        |  | ещё 4 подсемейства (согласно Системе APG II) | ещё 4 подсемейства (согласно Системе APG II) |                                      |  |  |  | ещё 6 родов       | ещё 6 родов                |  |  |
|  |                       |  |                                          | семейство Лютиковые                      |                        |  |                                              |                                              | триба Anemoneae                      |  |  |  |                   | вид Ломонос короткохвостый |  |  |
|  |                       |  |                                          | семейство Лютиковые                      |                        |  |                                              |                                              | триба Anemoneae                      |  |  |  |                   | вид Ломонос короткохвостый |  |  |
|  | порядок Лютикоцветные |  |                                          |                                          | подсемейство Лютиковые |  |                                              |                                              | род Ломонос                          |  |  |  |                   |                            |  |  |
|  | порядок Лютикоцветные |  |                                          |                                          |                        |  |                                              |                                              |                                      |  |  |  |                   |                            |  |  |
|  |                       |  | ещё 9 семейств (согласно Системе APG II) | ещё 9 семейств (согласно Системе APG II) |                        |  |                                              | ещё 8 триб (согласно Системе APG II)         | ещё 8 триб (согласно Системе APG II) |  |  |  | ещё 230—250 видов |                            |  |  |
|  |                       |  |                                          | ещё 9 семейств (согласно Системе APG II) |                        |  |                                              |                                              | ещё 8 триб (согласно Системе APG II) |  |  |  |                   |                            |  |  |